# Kent Steedman
Kent Steedman es un músico, guitarrista y productor nacido en Australia.
Es conocido por ser guitarrista y fundador de The Celibate Rifles, grupo de rock australiano que sigue en activo desde su fundación a principios de la década de 1980. Con ellos ha publicado un total de 10 álbumes de estudio además de varios directos y recopilatorios.
Además, ha participado en varios proyectos paralelos, como la Deniz Tek Band, The Aints o The New Christs, además de fundar otras bandas como Yage, Kent Steedman & The Tubular Greens o Los Dingos.
Actualmente forma parte de The Hydromatics, con los que ha grabado su último disco.
Ha trabajado de productor para bandas como Asteriod B-612, La Secta o Mudhoney.

## Discografía

### Con The Celibate Rifles
- Sideroxylon (1983)
- The Celibate Rifles (1984). También conocido como 5 Languages.
- Quintessentially Yours (1985)
- Mina Mina Mina (1986). Recopilatorio editado en el Reino Unido con Sideroxylon y 5 Languages.
- The Turgid Miasma of Existence (1986)
- Kiss Kiss Bang Bang (1986). Álbum en directo, grabado en el CBGB el 12 de julio de 1986).
- Roman Beach Party (1987)
- Blind Ear (1989)
- Platters Du Jour (1990). Recopilatorio de singles.
- Heaven On A Stick (1992)
- Yizgarnnoff (1993). En directo.
- SOFA (1993). Recopilatorio con canciones de sus cinco primeros álbumes.
- Spaceman In A Satin Suit (1994)
- On The Quiet (1996). Grabaciones acústicas de sus grandes éxitos.
- Wonderful Life (1997). Recopilatorio editado en Brasil.
- A Mid-Stream Of Consciousness (2000)
- Beyond Respect (Munster Records, 2004)

### Con Yage
- Unlighted Street (Crime Records, 1989)
- Caccole (Helter Skelter, 1993)
- Integration (Munster, 1995)

### Con Kent Steedman & The Tubular Greens
- Live at Gruta 77 (Dock-Land, 2006).

### Con Los Dingos
- Thirteen Cook Road (Bang! Records, 2006). EP en formato de vinilo 7".

### Con The Hydromatics
- The Earth Is Shaking (Suburban Records, 2007).